# Chiquito Filipe do Carmo
Chiquito Filipe do Carmo, mayor conocido como Quito, (Dili, Timor Oriental, 25 de octubre de 1986) es un jugador de fútbol. Actualmente es el delantero titular de la Selección de fútbol de Timor Oriental y del  FC Niutao de la División-A de Tuvalu. Su debut internacional se produjo el 22 de octubre de 2010 contra Filipinas en la Copa AFF Suzuki 2010, torneo donde marcó su primer gol internacional contra Camboya.